# Salaunes
Salaunes is een gemeente in het Franse departement Gironde (regio Nouvelle-Aquitaine) en telt 571 inwoners (1999). De plaats maakt deel uit van het arrondissement Lesparre-Médoc.

## Geografie
De oppervlakte van Salaunes bedraagt 43,2 km², de bevolkingsdichtheid is 13,2 inwoners per km².
De onderstaande kaart toont de ligging van Salaunes met de belangrijkste infrastructuur en aangrenzende gemeenten.

## Demografie
Onderstaande figuur toont het verloop van het inwonertal (bron: INSEE-tellingen).